# Victor Muzet
Victor Muzet (Vizille, 17 février 1828 - Marseille, 17 mars 1874) est un photographe français.

## Biographie
Victor Muzet travaille dans plusieurs villes. D'abord à Grenoble avec Gustave Margain et Claude-Auguste Bajat puis à Lyon de 1863 à 1873, associé à des collègues tels Gabriel Joguet, Paul Meyniac, et Cavalli. Il s'installe à Marseille en 1874 où il meurt la même année.
Muzet photographie principalement des monuments et des paysages de montagne.

## Collections
- Bibliothèque nationale de France
- J. Paul Getty Museum
- Bibliothèque de l'université du Texas à Austin

## Expositions
- 23 octobre 2009 - 22 mars 2010 : Couleur sépia : l'Isère et ses premiers photographes, 1840-1880, Musée de l'Ancien Évêché, Grenoble[3].

## Galerie

Gabriel Joguet et Victor Muzet, Église Saint-Nicolas-de-Tolentin de Brou, entre 1863 et 1873, photographie stéréoscopique.
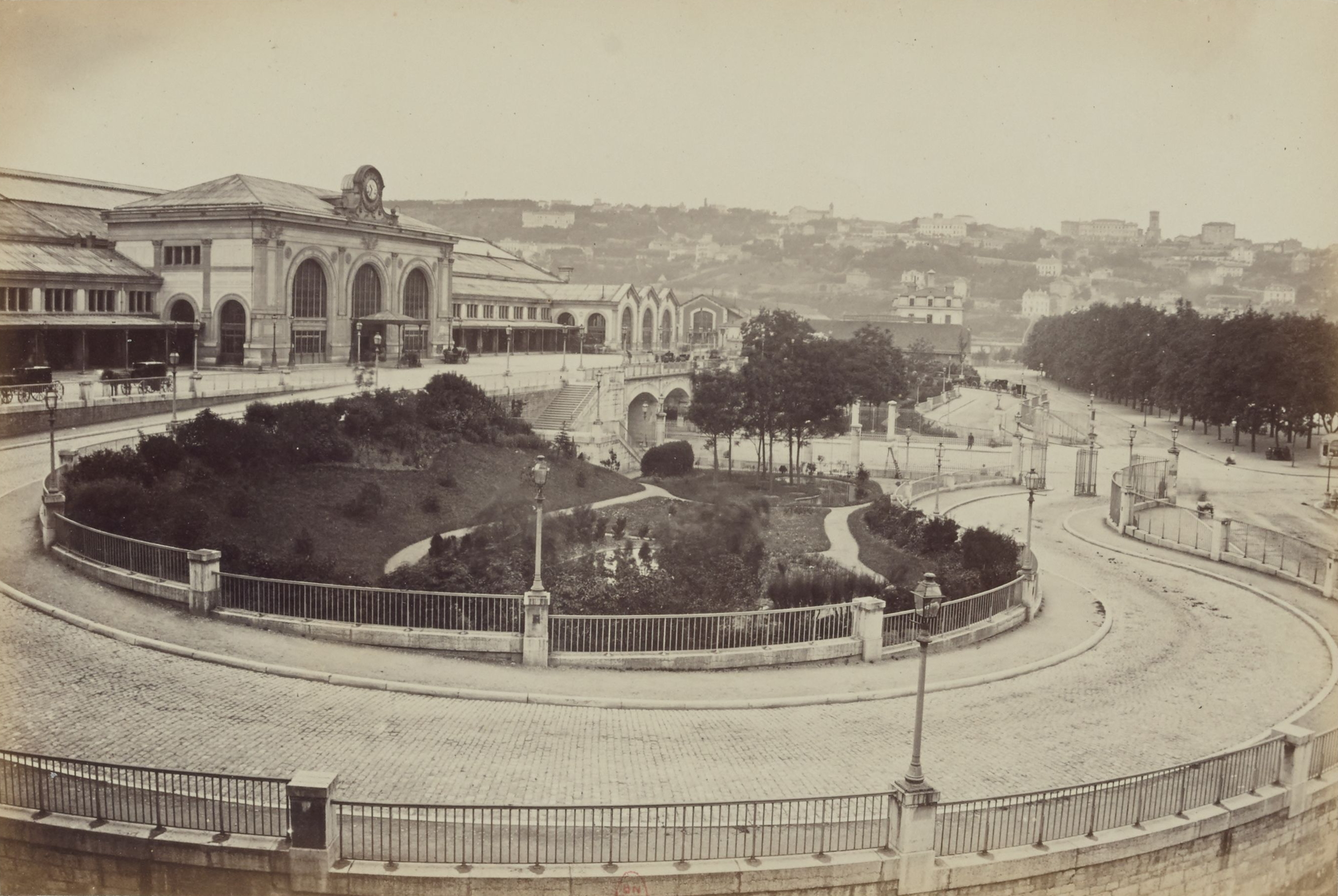
Gabriel Joguet et Victor Muzet, gare de Lyon-Perrache, entre 1964 et 1870.
Gabriel Joguet et Victor Muzet, Église Saint-Pierre de Vienne en Isère, entre 1863 et 1873, photographie stéréoscopique.